# Scott Conrad
Scott Conrad (California, 1944) è un montatore statunitense.
È famoso per aver montato il film Rocky del 1976 e per lo stesso film ha vinto il Premio Oscar per il Miglior montaggio nell'edizione degli Oscar del 1977.

## Biografia
Conrad inizia a lavorare per la 20th Century Fox a partire dal 1964, appena ventenne. Inizia lavorando nel settore pubblicitario dei cortometraggi e lavora per film come Ciao, Charlie e Tutti insieme appassionatamente. Nei mesi successivi registi come Vincente Minnelli e Robert Wise notano il lavoro di Conrad come montatore e lo incoraggiano a prendere quella strada. Nel settembre 1964 Robert Mintz dà una grande opportunità a Conrad, facendolo entrare nella Motion Picture Editors Guild, la società che raccoglie i montatori del cinema di Hollywood; nonostante accettino solo tre nuovi membri all'anno, Mintz riesce a farlo accettare nonostante i concorrenti fossero ben più noti ed esperti di Conrad. Nel 1966 impaziente di poter lavorare nel suo primo film, torna all'università per completare gli studi, dove si laurea coi professori di cinema Bernie Kantor e Herb Farmer della University of Southern California, dove segue i corsi insieme a John Milius e George Lucas, suoi coetanei.
Nel 1970 finalmente riceve la possibilità di lavorare indipendentemente al documentario sul famoso film Butch Cassidy, The Making of Butch Cassidy, che vince anche un Premio Emmy come miglior documentario.
Dopo il successo e gli apprezzamenti del lavoro svolto sul documentario, Conrad intraprende definitivamente il ruolo di montatore. Lanciato così nel grande cinema, lavora come montatore associato per i film Il mucchio selvaggio e M*A*S*H. Il primo lavoro in solitaria arriva nel 1973, quando gestisce il montaggio del film low-budget Messia del diavolo.
Nel 1976, Conrad riceve la chiamata di Richard Halsey, anch'esso montatore, per montare insieme il film Rocky, che farà vincere alla coppia il Premio Oscar per il Miglior montaggio, e la carriera di Conrad prende il volo.

## Vita privata
Conrad è sposato con Aissa Wayne, con la quale vive, tuttora, a Malibù.

## Filmografia

### Montaggio

#### Cinema
- Messia del diavolo (Messiah of Evil), regia di Willard Huyck (1973)
- Apocalypse 2024 (A Boy and His Dog), regia di L.Q. Jones (1975)
- Rocky, regia di John G. Avildsen (1976)
- All'ultimo secondo (Outlaw Blues), regia di Richard T. Heffron (1977)
- Up in Smoke, regia di Lou Adler (1978)
- Wanda Nevada, regia di Peter Fonda (1979)
- The Hollywood Knights, regia di Floyd Mutrux (1980)
- Cheech and Chong's Next Movie, regia di Tommy Chong (1980)
- Il cacciatore dello spazio (Spacehunter: Adventures in the Forbidden Zone), regia di Lamont Johnson (1983)
- L'occhio del gatto (Cat's Eye), regia di Lewis Teague (1985)
- Il replicante (The Wraith), regia di Mike Marvin (1986)
- La finestra della camera da letto (The Bedroom Window), regia di Curtis Hanson (1987)
- The Wild Pair, regia di Beau Bridges (1987)
- Masquerade, regia di Bob Swaim (1988)
- Never Say Die, regia di Geoff Murphy (1988)
- Classe 1999 (Class of 1999), regia di Mark L. Lester (1990)
- Maledetta ambizione (The Temp), regia di Tom Holland (1993)
- Wagons East, regia di Peter Markle (1994)
- Savage Land, regia di Dean Hamilton (1994)
- Fire on the Mountain, regia di Beth Gage e George Gage (1996) - Documentario
- Solo, regia di Norberto Barba (1996)
- My Engagement Party, regia di Christopher Heisen (1998)
- Mamma mi sono persa il fratellino! (My Brother the Pig), regia di Erik Fleming (1999)
- Sinbad: Beyond the Veil of Mists, regia di Evan Ricks (2000) - Film d'animazione
- Shade - Carta vincente (Shade), regia di Damian Nieman (2003)
- American Party - Due gambe da sballo (Who's Your Daddy?), regia di Andy Fickman (2004)
- Fallacy, regia di Jeff Jensen (2004)
- Vampires: The Turning, regia di Marty Weiss (2005)
- Meet the Family, regia di Stan Lerner (2005)
- Forbidden Warrior, regia di Jimmy Nickerson (2005)
- The Last Guy on Earth, regia di Jim Fitzpatrick (2006)
- The Virgin of Juarez, regia di Kevin James Dobson (2006)
- The Pre Nup, regia di Marty Weiss (2007) - Cortometraggio
- Urban Justice - Città violenta (Urban Justice), regia di Don E. FauntLeRoy (2007)
- American Outrage, regia di Beth Gage e George Gage (2008) - Documentario
- Ricomincio da zero (Crazy on the Outside), regia di Tim Allen (2010)
- Beyond the Mat, regia di Van M. Pham (2012)
- Excuse Me for Living, regia di Ric Klass (2012)
- American Seagull, regia di Michael Guinzburg (2013)

#### Televisione
- The Making of Butch Cassidy (The Making of Butch Cassidy and the Sundance Kid), regia di Robert Crawford Jr. (1970) - Documentario
- Lucan - Serie TV, episodio pilota (1977)
- Mad Bull, regia di Walter Doniger e Len Steckler - Film TV (1977)
- Heart of Steel, regia di Donald Wrye - Film TV (1983)
- Ernie Kovacs - Tra una risata e l'altra (Ernie Kovacs: Between the Laughter), regia di Lamont Johnson - Film TV (1984)
- Ultime notizie (News at Eleven), regia di Mike Robe - Film TV (1986)
- Tornato per uccidere (The Stranger Within), regia di Tom Holland - Film TV (1990)
- Un difficile addio (The Last to Go), regia di John Erman - Film TV (1991)
- Terra di pionieri (O Pioneers!), regia di Glenn Jordan - Film TV (1992)
- La storia di Kitty (The Conviction of Kitty Dodds), regia di Michael Tuchner - Film TV (1993)
- Le tre vite di Karen (The Three Lives of Karen), regia di David Burton Morris - Film TV (1997)
- Another Woman's Husband, regia di Noel Nosseck - Film TV (2000)
- The Deadly Look of Love, regia di Sollace Mitchell - Film TV (2000)
- Jackie Bouvier Kennedy Onassis, regia di David Burton Morris - Film TV (2000)
- Ricetta per un disastro (Recipe for Disaster), regia di Harvey Frost - Film TV (2003)
- Supernatural, regia di Jim Fitzpatrick - Film TV (2005)
- Anaconda 3 - La nuova stirpe (Anaconda 3: Offspring), regia di Don E. FauntLeRoy - Film TV (2008)

### Altri ruoli in fase di montaggio

#### Montaggio associato
- Il mucchio selvaggio (The Wild Bunch), regia di Sam Peckinpah (1969)
- M*A*S*H, regia di Robert Altman (1970)

#### Assistente al montaggio
- Payday, regia di Daryl Duke (1973)
- Il lungo addio (The Long Goodbye), regia di Robert Altman (1973)

#### Montaggio addizionale
- Lucas, regia di David Seltzer (1986)
- Chi è Harry Crumb? (Who's Harry Crumb?), regia di Paul Flaherty (1989)
- Point Break - Punto di rottura (Point Break), regia di Kathryn Bigelow (1991)
- Sister Act 2 - Più svitata che mai (Sister Act 2: Back in the Habit), regia di Bill Duke (1993)
- Mortal Kombat, regia di Paul W. S. Anderson (1995)
- Mortal Kombat - Distruzione totale (Mortal Kombat: Annihilation), regia di John R. Leonetti (1997)

#### Consultatore in fase di montaggio
- Fleshburn, regia di George Gage (1984)

#### Supervisore del montaggio
- Nice Dreams, regia di Tommy Chong (1981)

### Altri ruoli
- È nata una stella (A Star Is Born), regia di Frank Pierson (1976)

## Riconoscimenti
- 1977 - Premio Oscar
  - Miglior montaggio per Rocky
- 1977 - American Cinema Editors
  - Miglior montaggio in un film per Rocky
- 1984 - American Cinema Editors
  - Miglior montaggio per la televisione per Heart of Steel
- 1978 - Premio BAFTA
  - Candidatura per il miglior montaggio per Rocky